# Seinfeld (säsong 6)
Säsong 6 av Seinfeld är en amerikansk TV-serie skapad av Jerry Seinfeld och Larry David, som började sändas den 22 september 1994 på NBC.

## Avsnittsguide
Samtliga avsnitt är listade efter sändningsdatum och listar även dess produktionskoder.
| Nr i serien | Nr i säsongen | Titel                   | Regissör           | Manus | Originalvisning   | Prod. kod | Tittarsiffror (miljoner) |
| ----------- | ------------- | ----------------------- | ------------------ | --- | ----------------- | --------- | ------------------------ |
| 87          | 1             | "The Chaperone"         | Andy Ackerman      | Larry David, Bill Masters & Bob Shaw                                                                         | 22 september 1994 | 601       | 32.8                     |
| 88          | 2             | "The Big Salad"         | Andy Ackerman      | Larry David                                                                                                  | 29 september 1994 | 602       | 32.4                     |
| 89          | 3             | "The Pledge Drive"      | Andy Ackerman      | Tom Gammill & Max Pross                                                                                      | 6 oktober 1994    | 603       | 29.8                     |
| 90          | 4             | "The Chinese Woman"     | Andy Ackerman      | Peter Mehlman                                                                                                | 13 oktober 1994   | 604       | 29.2                     |
| 91          | 5             | "The Couch"             | Andy Ackerman      | Larry David                                                                                                  | 27 oktober 1994   | 605       | 28.0                     |
| 92          | 6             | "The Gymnast"           | Andy Ackerman      | Alec Berg & Jeff Schaffer                                                                                    | 3 november 1994   | 606       | 30.6                     |
| 93          | 7             | "The Soup"              | Andy Ackerman      | Fred Stoller                                                                                                 | 10 november 1994  | 608       | 29.6                     |
| 94          | 8             | "The Mom & Pop Store"   | Andy Ackerman      | Tom Gammill & Max Pross                                                                                      | 17 november 1994  | 607       | 32.4                     |
| 95          | 9             | "The Secretary"         | David Owen Trainor | Carol Leifer & Marjorie Gross                                                                                | 8 december 1994   | 609       | 29.7                     |
| 96          | 10            | "The Race"              | Andy Ackerman      | Synopsis av : Tom Gammill, Max Pross, Larry David & Sam Kass Manus av : Tom Gammill, Max Pross & Larry David | 15 december 1994  | 612       | 26.8                     |
| 97          | 11            | "The Switch"            | Andy Ackerman      | Bruce Kirschbaum and Sam Kass                                                                                | 5 januari 1995    | 610       | 36.6                     |
| 98          | 12            | "The Label Maker"       | Andy Ackerman      | Alec Berg & Jeff Schaffer                                                                                    | 19 januari 1995   | 611       | 36.2                     |
| 99          | 13            | "The Scofflaw"          | Andy Ackerman      | Peter Mehlman                                                                                                | 26 januari 1995   | 613       | 33.4                     |
| 100101      | 1415          | "The Highlights of 100" | Andy Ackerman      | Peter Mehlman                                                                                                | 2 februari 1995   | 623624    | 34.0                     |
| 102         | 16            | "The Beard"             | Andy Ackerman      | Carol Leifer                                                                                                 | 9 februari 1995   | 615       | 32.9                     |
| 103         | 17            | "The Kiss Hello"        | Andy Ackerman      | Larry David & Jerry Seinfeld                                                                                 | 16 februari 1995  | 614       | 33.4                     |
| 104         | 18            | "The Doorman"           | Andy Ackerman      | Tom Gammill & Max Pross                                                                                      | 23 februari 1995  | 616       | 33.4                     |
| 105         | 19            | "The Jimmy"             | Andy Ackerman      | Gregg Kavet & Andy Robin                                                                                     | 16 mars 1995      | 617       | 31.1                     |
| 106         | 20            | "The Doodle"            | Andy Ackerman      | Alec Berg & Jeff Schaffer                                                                                    | 6 april 1995      | 618       | 30.7                     |
| 107         | 21            | "The Fusilli Jerry"     | Andy Ackerman      | Synopsis av : Marjorie Gross, Jonathan Gross, Ron Hauge & Charlie Rubin Manus av : Marjorie Gross            | 27 april 1995     | 619       | 28.2                     |
| 108         | 22            | "The Diplomat's Club"   | Andy Ackerman      | Tom Gammill & Max Pross                                                                                      | 4 maj 1995        | 620       | 28.9                     |
| 109         | 23            | "The Face Painter"      | Andy Ackerman      | Synopsis av : Larry David & Fred Stoller Manus av : Larry David                                              | 11 maj 1995       | 622       | 26.5                     |
| 110         | 24            | "The Understudy"        | Andy Ackerman      | Marjorie Gross & Carol Leifer                                                                                | 18 maj 1995       | 621       | 29.8                     |